# Stéphanie Öhrström
Stéphanie Öhrström (* 12. Januar 1987 in Trelleborg) ist eine schwedische Fußballspielerin.

## Karriere

### Verein
Die Torhüterin spielte in ihrer Jugend für Trelleborgs FF, IFK Trelleborg, Staffanstoprs GIF, Husie IF und LdB FC Malmö. Zur Saison 2009 wurde Ohrström aus der U-19 in das Damallsvenskan von LdB FC Malmö befördert und gab ihr Profi-Debüt am 4. Oktober 2009 gegen AIK Solna. Nachdem sie in ihrer ersten Profi-Saison auf nur 7 Einsätze für Malmö FF/LdB FC kam, wechselte sie im Frühjahr 2009 zu Jitex BK. Nachdem sie sich zur Leistungsträgerin bei Jitex BK entwickelt hatte, wechselte sie im Dezember 2010 nach Italien zum ASD CF Bardolino.

### International
Öhrström spielte für die schwedische U-23 die 2012-Olympiaqualifikation. Zuvor spielte sie in der U-17, U-19 und U-21 Landesauswahl Schwedens.

## Erfolge
- Italienische Meisterin: 2014/15, 2016/17, 2022/23, 2023/24
- Italienische Pokalsiegerin: 2016/17, 2017/18, 2023/24
- Italienische Supercupsiegerin: 2018, 2022